# ColdFusion

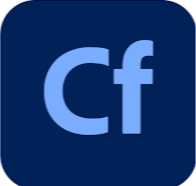
Logo Adobe ColdFusion

ColdFusion je značkovací programovací jazyk pro aplikační vrstvu používaný hlavně pro webové aplikace. Jazyk vytvořili bratři Joseph J. Allaire a Jeremy Allair, v současnosti ho vyvíjí společnost Adobe Systems.
Aktuální verze ColdFusion se označuje jako ColdFusion 9 (5. října 2009) a je založena na platformě Java 2 Enterprise Edition (J2EE). Umožňuje také propojení s Macromedia Flash.
ColdFusion je známé též jako CFML, což je zkrácený plný název jazyka ColdFusion Markup Language. CFML je značkovací jazyk, který používá pro programové konstrukce značky obdobné jako HTML. Značky CFML pro odlišení od HTML, se kterým mohou být kombinovány, začínají písmeny cf, např. <cfquery>, <cfoutput> apod.

## Ukázka kódu
```
<cfquery name="nazevdotazu" datasource="odbc_pripojeni" username="jednoduchy" password="priklad">
  SELECT * FROM tabulka
  WHERE sloupec = 'cokolihledate'
</cfquery>

<cfoutput query="nazevdotazu">
  #nazevdotazu.sloupec_z_dotazu#
  <!--- Výše uvedený identifikátor označuje proměnnou, toto je komentář --->
</cfoutput>

```